# شلالات الزاوي
شلالات الزاوي مساقط وشلالات مياه تقع في قرية الزاوي التي تبعد حوالي 12 كم عن مصياف في محافظة حماة في سوريا.
تتساقط شلالات الزاوي من الجهة الشرقية لسلسلة الجبال الساحلية السورية حيث تتكون المنطقة من جروف صخرية كثيرة وشاهقة الارتفاع تتدفق منها الينابيع، وأنشئ بالقرب منها عدد من المتنزهات.